# Pani de Monsoreau
Pani de Monsoreau (fr. La dame de Monsoreau) – powieść Aleksandra Dumasa (ojca) z 1846, będąca kontynuacją Królowej Margot. Akcja powieści rozgrywa się za panowania króla Henryka III (1574–1589).

## Historia powstania powieści
Po niepowodzeniu wystawienia Krystyny, latem 1828 roku Dumas zaczął szukać tematu do następnej sztuki. Natknął się wówczas u L’Estoile’a na opowieść o śmierci hrabiego Bussy’ego d’Amboise, z której zaczerpnął motyw mężatki piszącej pod przymusem list, zwabiający kochanka w pułapkę zastawioną przez zdradzonego męża, który wykorzystał w stanowiącym główny wątek powstającego dramatu Henryk III i jego dwór romansie Katarzyny de Clèves i hrabiego Saint-Megrin.
Po latach, gdy po ukończeniu Królowej Margot (1845), szukał tematu do powieści kontynuującej poruszone w niej wątki, postanowił powrócić do romansu Bussy’ego d’Amboise i Françoise de Maridor. Powieść, pisana przy współpracy A. Maqueta, ukazała się w 1846 roku

## Treść

### Zawiązanie fabuły
Akcja powieści rozpoczyna się, na początku 1578 roku, podczas przyjęcia weselnego jednego z minionów (towarzyszy i gwardzistów króla Henryka III Walezego) – Saint-Luca z Joanną Cossé-Brissac. Król jest mocno niezadowolony ze ślubu swego ulubieńca i z nieobecności na weselu swego brata Franciszka d’Alençon. Błazen Chicot próbuje rozweselić swego pana podając się za króla. Zamiast brata królewskiego pojawia się w końcu jego dworzanin, hrabia Bussy d’Amboise, który obraża króla. Minioni zaprzysięgają mu zemstę. St-Luc, dowiedziawszy się o tym przestrzega hrabiego. Tymczasem król opuszcza przyjęcie weselne zabierając ze sobą do Luwru pana młodego.
Minioni, czekający na swego przeciwnika są świadkami nieudanej próby sforsowania drzwi do jednej z kamienic przez Franciszka d’Alençon. Bussy tymczasem postanawia nie zważać na niebezpieczeństwo. Odprawia swych towarzyszy i sam staje do pojedynku przeciw pięciu. Zraniwszy dwóch przeciwników i sam odnosząc poważne obrażenia, chroni się w bramie jednej z kamienic, gdzie traci przytomność. Ocknąwszy się w nieznanym pokoju, widzi przy łóżku przepiękną kobietę i młodego lekarza. Ostatecznie budzi się w fosie w całkiem innej części miasta, niepewny czy wszystko nie było tylko snem. Przyszedłszy do siebie odwiedza dom Saint-Luca, który dotąd nie powrócił z Luwru. Proponuje więc jego żonie, Joannie, pomoc w odnalezieniu męża. W tym celu każe jej przebrać się w strój pazia i w przebraniu zabiera ją do Luwru.

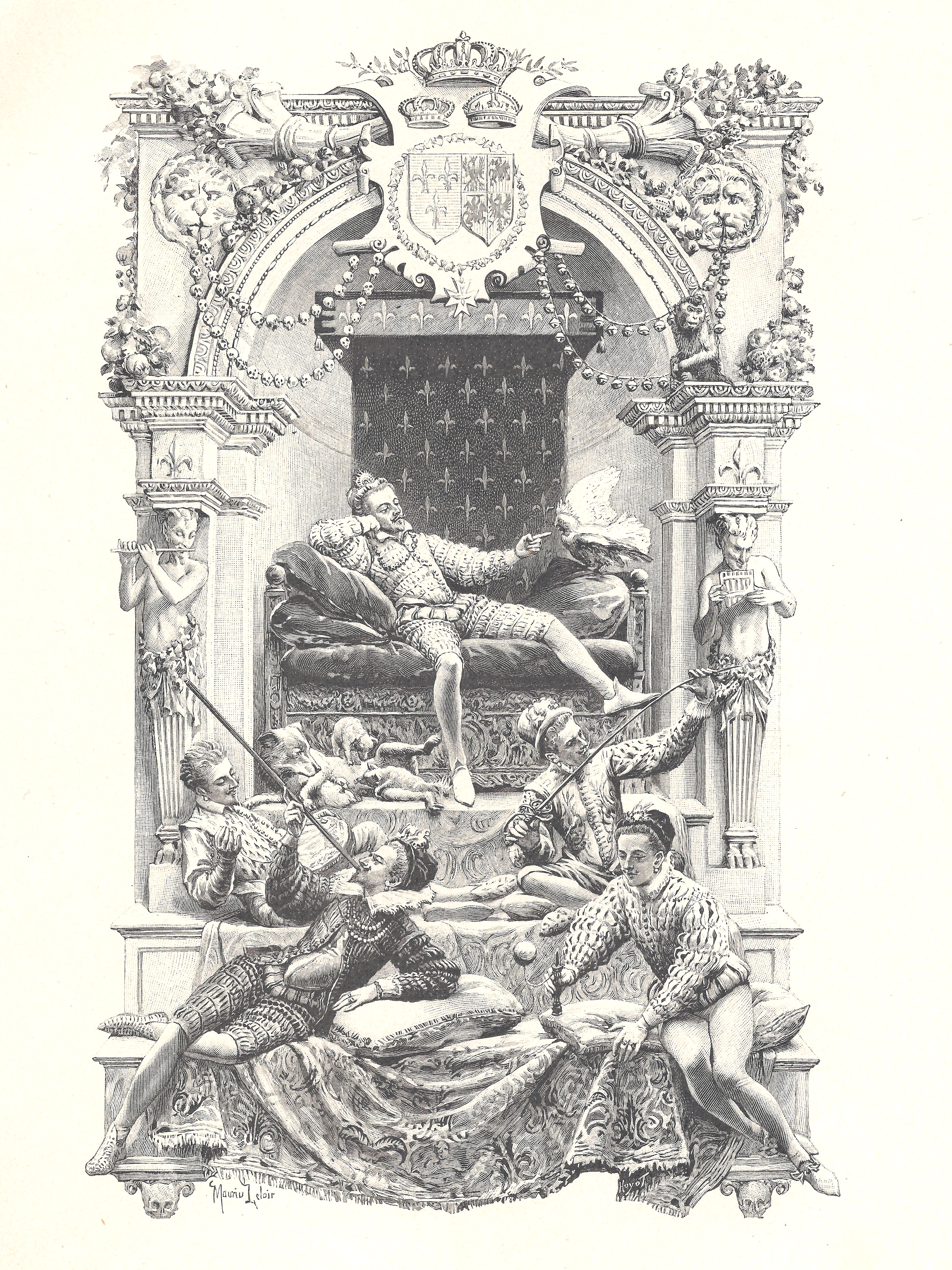
Król i jego mignoni

Joanna szczęśliwie odnajduje męża, jednakże z powodu kaprysu króla nie może z nim powrócić do domu. W nocy król budzi się przerażony, a wraz z nim cały dwór. Pod wpływem przeżyć nocnych król ze swoim orszakiem udaje się w pokutną procesję ulicami miasta. Obawiając się kolejnej nocy, zwierza się swemu błaznowi, że w nocy usłyszał głos Boga, który wezwał go do pokuty. Chicot, zamieniwszy się miejscami z królem, odkrywa skąd dochodzi głos. Okazuje się, że autorem przemów był Saint-Luc, który w ten sposób chciał nakłonić króla do odesłania go do świeżo poślubionej żony. Świeżo zaślubieni małżonkowie Saint-Luc zostają przez króla wygnani z Paryża.
Bussy tymczasem wraca na miejsce, gdzie poprzedniego wieczoru się pojedynkował, w nadziei, że uda mu się odnaleźć kamienicę, w której mieszka piękna nieznajoma. Spotyka tam lekarza, który go poprzedniego dnia leczył – Remy’ego Haoudouin, który również, bezskutecznie, stara się odnaleźć dom kobiety. Bussy proponuje mu mieszkanie w swoim pałacu. Następnego dnia hrabia udaje się na polowanie, które jest dniem wprowadzenia na urząd nowego łowczego królewskiego, pana de Monsoreau. Podczas polowania książę Franciszek d’Alençon prosi hrabiego o śledzenie domu pewnej kobiety, która się księciu bardzo spodobała i ustalenie, kim jest mężczyzna, który ją odwiedza. Bussy orientuje się, że jest to kobieta, której szuka. Skwapliwie przyjmuje od księcia klucz do jej domu, dar życzliwej służącej. Hrabia dostaje się do domu ukochanej i z ukrycia dowiaduje się, że jest ona żoną pana de Monsoreau. Gdy Monsoreau żąda od niej spełnienia małżeńskiego obowiązku, kobieta odmawia i zamyka się w pokoju, w którym ukrywa się Bussy.

### Opowieść Diany de Meridor
Kobieta zdziwiona rozpoznaje w nim swego pacjenta i zwierza mu się ze swych kłopotów. Nazywa się Diana i jest córką i dziedziczką barona de Meridor. Urodziła się, gdy jej rodzice byli już w podeszłym wieku. Mama wcześniej ją odumarła, a ojciec rozpieszczał ją nad miarę. Kiedy miała szesnaście lat, polujący w pobliskich lasach myśliwy, zabił jej ulubioną łanię. Przyjechał potem ją przeprosić i odtąd odwiedzał Meridor coraz częściej, aż w końcu poprosił o jej rękę. Był to hrabia de Monsoreau. Diana odmówiła mu, a hrabia odjechał. Miesiąc później jednak, na balu w Angers, Diana wpadła w oko księciu d’Alençon. Zaniepokojony tym ojciec Diany postanowił odesłać ją w sekrecie do siostry. Powóz Diany został jednak przechwycony przez ludzi księcia, a ona sama uwięziona na zamku Beaugé.

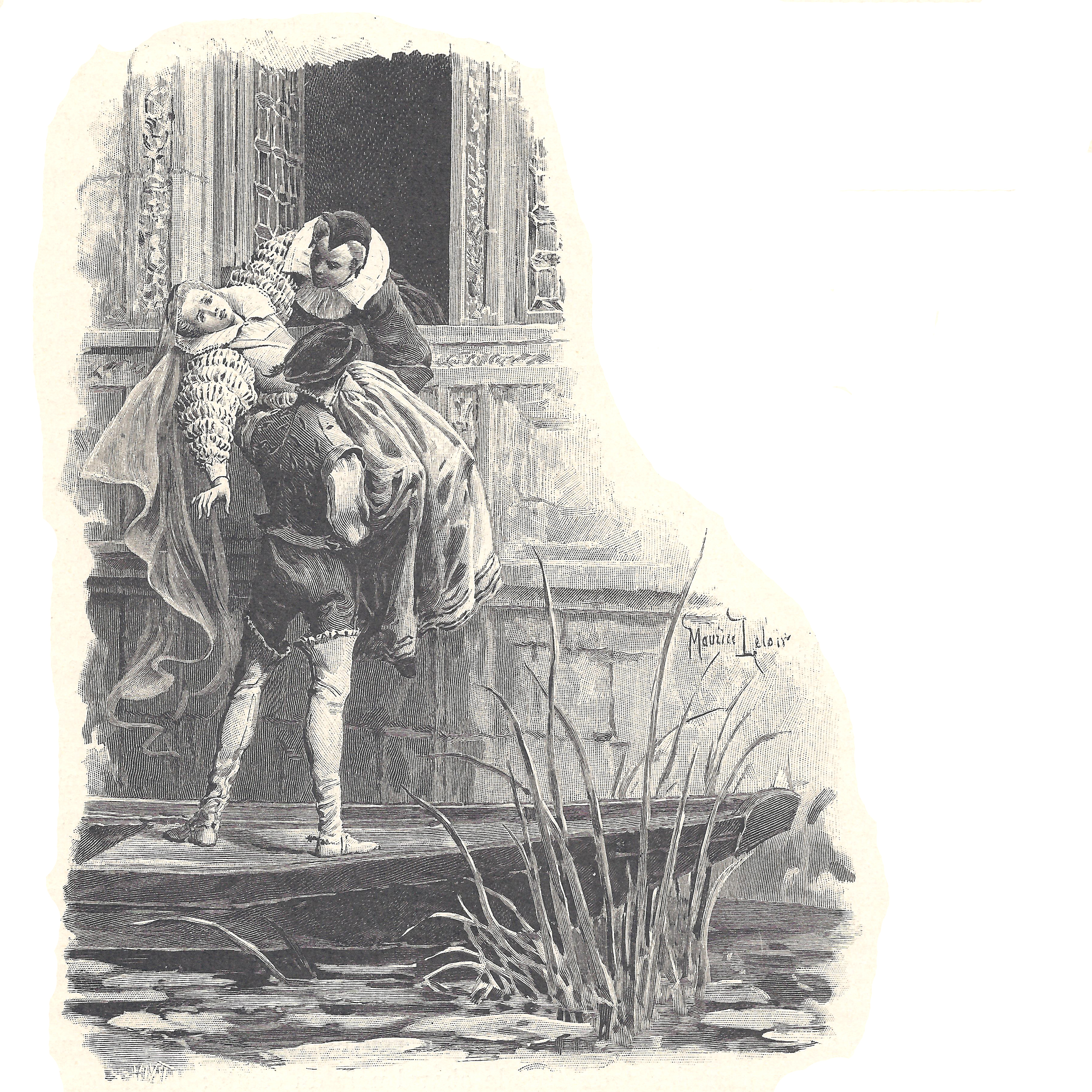
Hrabia de Monsoreau ratuje Dianę z zamku Beaugé

Z opresji wyratował ją wówczas hrabia de Monsoreau, będący na służbie u księcia, który wykradł ją z zamku, a następnie zmylił pogoń. Na pierwszym postoju Monsoreau pokazał Dianie list jej ojca, w którym ten nakazywał córce udać się do Paryża i wyjść za mąż za hrabiego, który jedyny w tej sytuacji mógł ją uchronić przed zalotami księcia. Po przybyciu do Paryża Diana zamieszkała ze służącą w wynajętej dla niej kamienicy. Pan de Monsoreau doradził jej, by nie opuszczała swej kryjówki. Diana zdecydowała się wychodzić jedynie do pobliskiego kościoła. Tam też na jej nieszczęście, któregoś razu zauważył ją książę d’Alençon. Książę próbował nakłonić Dianę, by go przyjęła, a gdy to się nie powiodło, postanowił sforsować bramę. Przeszkodzili mu w tym minioni, którzy omyłkowo wzięli go za Bussy’ego d’Amboise. Chwilę potem doszło do pojedynku Bussy’ego, z minionami, w wyniku którego ranny hrabia znalazł się pod opieką Diany.
Kiedy następnego dnia Diana dostrzegła dwóch nieznanych sobie mężczyzn, poszukujących czegoś przy jej kamienicy i obawiając się w tym kolejnego podstępu księcia, zdesperowana zdecydowała się wreszcie poślubić hrabiego de Monsoreau. Postawiła jednak warunek, że do skonsumowania małżeństwa dojdzie po jej spotkaniu z ojcem.

### Przygody Chicota
Tymczasem król wyrusza z Paryża do Fontainebleau. Chicot, który zabawia go w drodze kupletami dostrzega swego prześladowcę, adwokata Nicolasa Davida, sługę pana de Mayenne, od których doznał wielu krzywd. Oddziela się więc od orszaku królewskiego i podąża za swoim prześladowcą z powrotem do Paryża. Tam jest świadkiem, że David, w przebraniu mnicha i po okazaniu specjalnej monety wchodzi do klasztoru świętej Genowefy. Chcąc się dostać do klasztoru, udaje się do swego znajomego, Gorenflota, mnicha z tego klasztoru. Upija go podczas posiłku, a następnie w jego habicie wchodzi do klasztoru. 

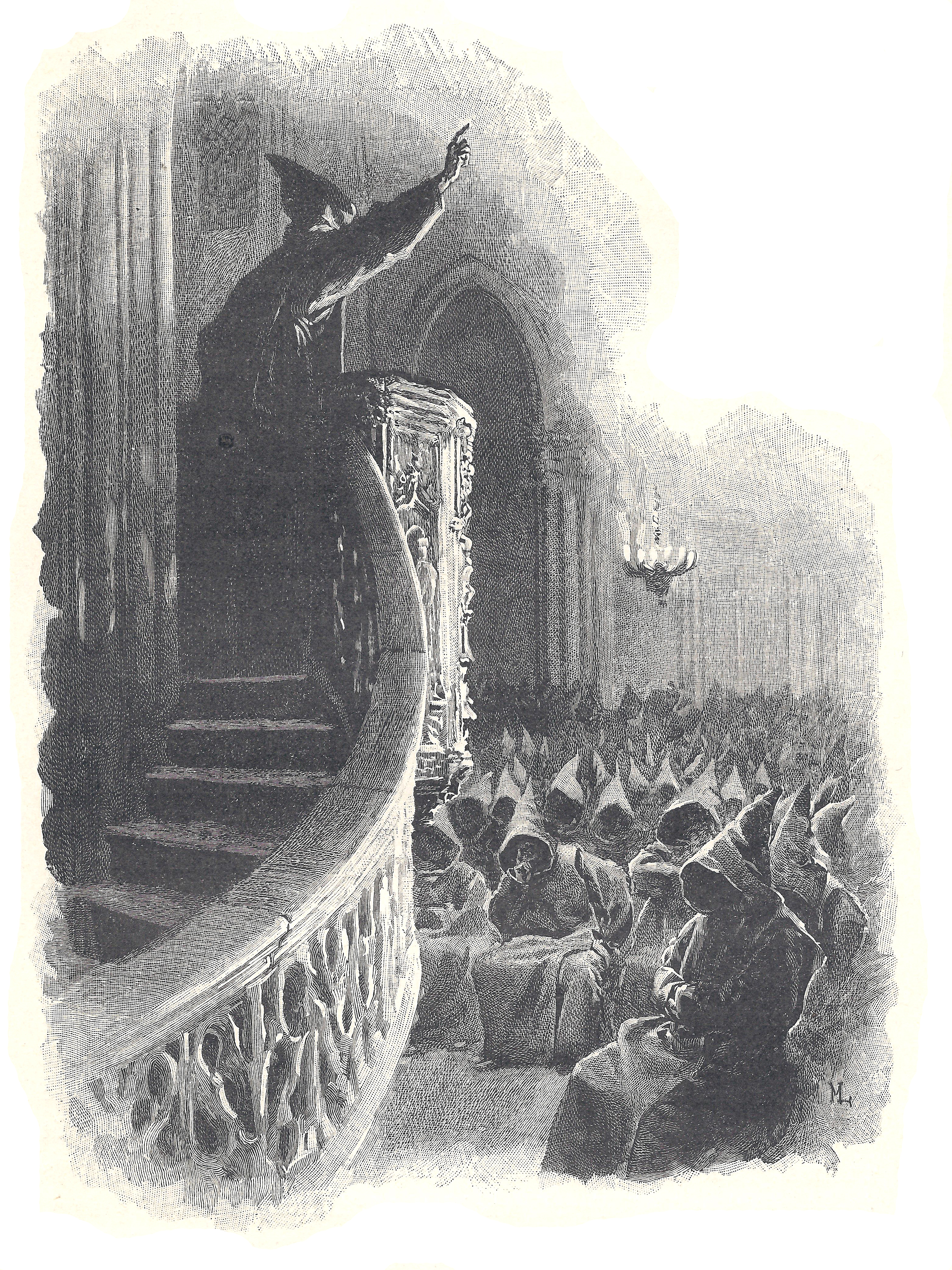
Chicot wygłasza kazanie w opactwie św. Genowefy

Jest świadkiem narady ponad stu osób, członków Ligi Świętej, co do podjęcia działań przeciw hugenotom. Wywołany przez zebranych, wygłasza jako Gorenflot, płomienne kazanie. Ponieważ nie posiada monety pozwalającej wyjść, nie może opuścić klasztoru, ukrywa się więc w konfesjonale. Po pewnym czasie w kościele gromadzi się grupa trzydziestu mężczyzn, wśród których są bracia Gwizjusze, przywódcy Ligi, pan de Monsoreau, a na koniec pojawia się brat królewski – Franciszek d’Alençon. Pan de Monsoreau wzywa go, by objął władzę nad uciemiężonym królestwem. Zebrani obwołują go królem, a kardynał dokonuje jego symbolicznej koronacji. Gdy spiskowcy się rozchodzą w prezbiterium pozostają bracia Gwizjusze i mały chłopiec służący, który okazuje się ich siostrą, Katarzyną de Montpensier. Zebrani rozmawiają o prawdziwym celu Ligi, koronie dla Henryka Gwizjusza. Wywołany z ukrycia, adwokat, Nicolas David, przedstawia księciu Henrykowi wywód na temat pierwszeństwa prawa Gwizjuszy przed Walezjuszami do tronu Francji. Wkrótce potem wychodzą z kościoła. Chicot opuszcza go przez okno i wraca do gospody.

### Ojciec i córka
Saint-Lucowie postanawiają ukryć się przed gniewem królewskim w Méridor, w posiadłości Diany, która była przyjaciółką pani de Saint-Luc. Droga ich wiedzie przez Chartres, Le Mans w lasy pomiędzy Guécelard a Ecomoy. Na ostatnim etapie podróży spotykają Bussy’ego d’Amboise, który zmierza w tym samym, co oni, kierunku. Na miejscu wychodzi im na spotkanie na wpół ślepy starzec, który od miesięcy wypłakiwał oczy po śmierci córki. Hrabia jest przekonany, że Diana utonęła w jeziorze przy zamku Beaugé. Skłoniony przez Bussy’ego, udaje się w podróż do Paryża, gdzie ku swej wielkiej radości odnajduje córkę. Dowiedziawszy się, że poślubiła hrabiego Monsoreau, który uratował jej życie, uznaje prawo hrabiego do ręki córki. Bussy dyskretnie usuwa się ze sceny, zapewniając Dianę, że będzie się o nią troszczył.

### W pogoni za Nicolasem Davidem
Powróciwszy do oberży Chicot zdejmuje pożyczony habit i zakłada go śpiącemu Gorenflotowi. Mnich budzi się i czym prędzej udaje się do klasztoru. Na miejscu przeor nakazuje mu natychmiast opuścić Paryż, by nie narazić się na skutki gniewu króla, spowodowanego jego nocnym kazaniem. Już za murami Paryża Gorenflot natyka się na Chicota, który podąża chyłkiem za trzema podróżnymi, wśród których są Nicolas David i hrabia de Gondy. Dzięki rozmowie z Chicotem Gorenflot dochodzi do przekonania, że wygłosił kazanie przez sen. Chicot oferuje mu wspólną podróż. Kupuje mu osła i wspólnie podążają śladem trzech podróżnych. Gubiąc i znów odnajdując trop, docierają za adwokatem Nicolasem Davidem do Lyonu i wynajmują sąsiedni pokój w gospodzie.
David czeka na przybycie swego współtowarzysza, który udał się do Awinionu po aprobatę legata papieskiego, a gdy czas oczekiwania się wydłuża i oberżysta chce go wyrzucić symuluje śmiertelną chorobę. Wreszcie zjawia się, oczekiwany przez adwokata, hrabia de Gondy i przekazuje mu jakiś przedmiot. Korzystając z sytuacji, Chicot wysyła do “umierającego”, Gorenflota, z poleceniem, aby go wyspowiadał i kazał oddać otrzymane od hrabiego Gondy, papiery. David wpada we wściekłości i grozi mnichowi rapierem. Chicot wybawia go z kłopotu, żąda od adwokata wydania papierów i gwarantuje puszczenie go wolno. David nie chce jednak ustąpić. Dochodzi do pojedynku, w którym adwokat ginie. Chicot zabiera papiery zawierające uzasadnienie praw Gwizjuszy do tronu francuskiego, zaaprobowane przez legata papieskiego w Awinionie. Odesławszy Gorenflota do Paryża, Chicot podąża do króla.

### Wypadki paryskie
Bussy ujawnia księciu andegaweńskiemu, że Diana wcale nie zginęła lecz wyszła za mąż za hrabiego de Monsoreau. Książę nie posiada się z oburzenia na swego dworzanina, który wcześniej zorganizował dla niego porwanie Diany. Bussy radzi mu by odpłacił zdrajcy, unieważniając jego małżeństwo z Dianą, jako zawarte w wyniku podstępu. W trakcie rozmowy z księciem Monsoreau powołuje się jednak na swoją miłość do Diany i na koronację w opactwie świętej Genowefy i książę zmuszony jest ustąpić.

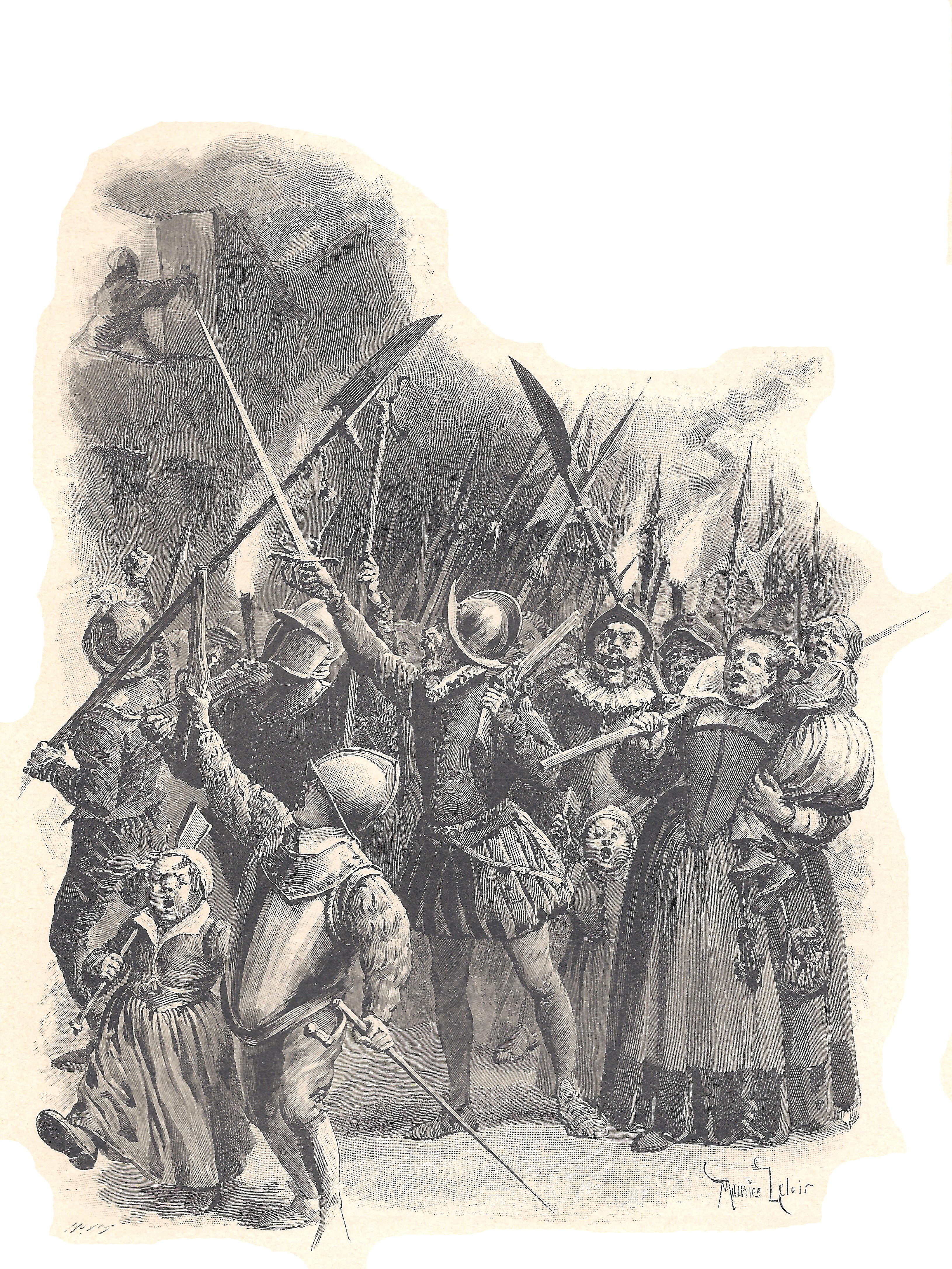
Zamieszki na ulicach Paryża

Tymczasem do Luwru przybywa Henryk Gwizjusz i w imieniu wzburzonych paryżan domaga się od króla mianowania przywódcy Ligi Świętej. Henryk III udaje się na rozmowę ze swym bratem Franciszkiem, w czasie której proponuje mu objęcie przywództwa nad Ligą. Następnie wraz z Chicotem podsłuchuje rozmowę brata z Henrykiem Gwizjuszem, w czasie której Gwizjusz namawia Franciszka do zorganizowania wypadku, w którym zginąłby jego królewski brat.
Paryż wrze. Ligowcy zbierają na ulicach miasta podpisy przeciw hugenotom i królowi Nawarry. Chicot błąkając się ulicami stolicy natyka się na Henryka, króla Nawarry, który przybył do miast chyłkiem dla pięknych oczu kochanki, jedynie w towarzystwie wiernego d’Aubigny’ego. Nieco dalej spotyka pijanego Gorenflota, który próbuje opowiedzieć słuchaczom, co przydarzyło się Nicolasowi Davidowi. Chicot pacyfikuje niebezpiecznego kompana, oddając go pod opiekę zaprzyjaźnionego oberżysty.
Franciszek d’Alençon, przemierzając tego dnia ulice niespokojnego Paryża, zachodzi do pałacu de Bussy’ego, który od czasu ukazania się Diany w Luwrze jako pani de Monsoreau, leży chory. Książę andegaweński namawia go do opuszczenia łoża, czemu jednak stanowczo sprzeciwia się lekarz hrabiego, Remy. Po wyjściu księcia, Remy nakłania przyjaciela, by udał się wraz z nim do kościoła św. Marii Egipcjanki. W kościele Bussy spotyka Dianę, która przybyła by się z nim pożegnać, ponieważ zazdrosny mąż nakazał jej usunąć się do Meridoru z obawy przed nieznanym adoratorem.
Po północy król wzywa do siebie hrabiego de Monsoreau i nakazuje mu czym prędzej opuścić Luwr i na jutrzejszy poranek przygotować polowanie. Pozbawiwszy w ten sposób swego brata obrony, zamyka go pod strażą minionów w jego pokoju. Chicot uprzedza Bussy’ego o przygotowanym na niego nakazie aresztowania. Hrabia opuszcza nocą Paryż, kierując się ku Andegawenii.
Henryk Gwizjusz zaniepokojony nieobecnością Franciszka Andegaweńskiego, wysyła jego sługę Aurilly’ego do Luwru. Dzięki podstępowi Chicota, Aurilly zostaje jednak schwytany. Następnego dnia wobec zaskoczonych przedstawicieli Ligi, król ogłasza przywódcą Ligi samego siebie. Henryka Gwizjusza mianuje natomiast dowódcą armii. Oburzeni bracia Gwizjusze opuszczają Paryż. Chicot korzysta teraz ze sposobności, żeby wyjawić królowi plany Gwizjuszy.
Do pokoju, w którym jest więziony książę andegaweński wpada kamień z informacją o ukrytej w szafie sznurowej drabince. Franciszek mocuje ją do balustrady i spuszcza się na podwórzec Luwru, gdzie czekają na niego Henryk nawarski i d’Aubigny. Wszyscy trzej opuszczają Paryż. Henryk udaje się do Nawarry, a Franciszek eskortowany przez d’Aubigny’ego do Angers.

### Kochankowie

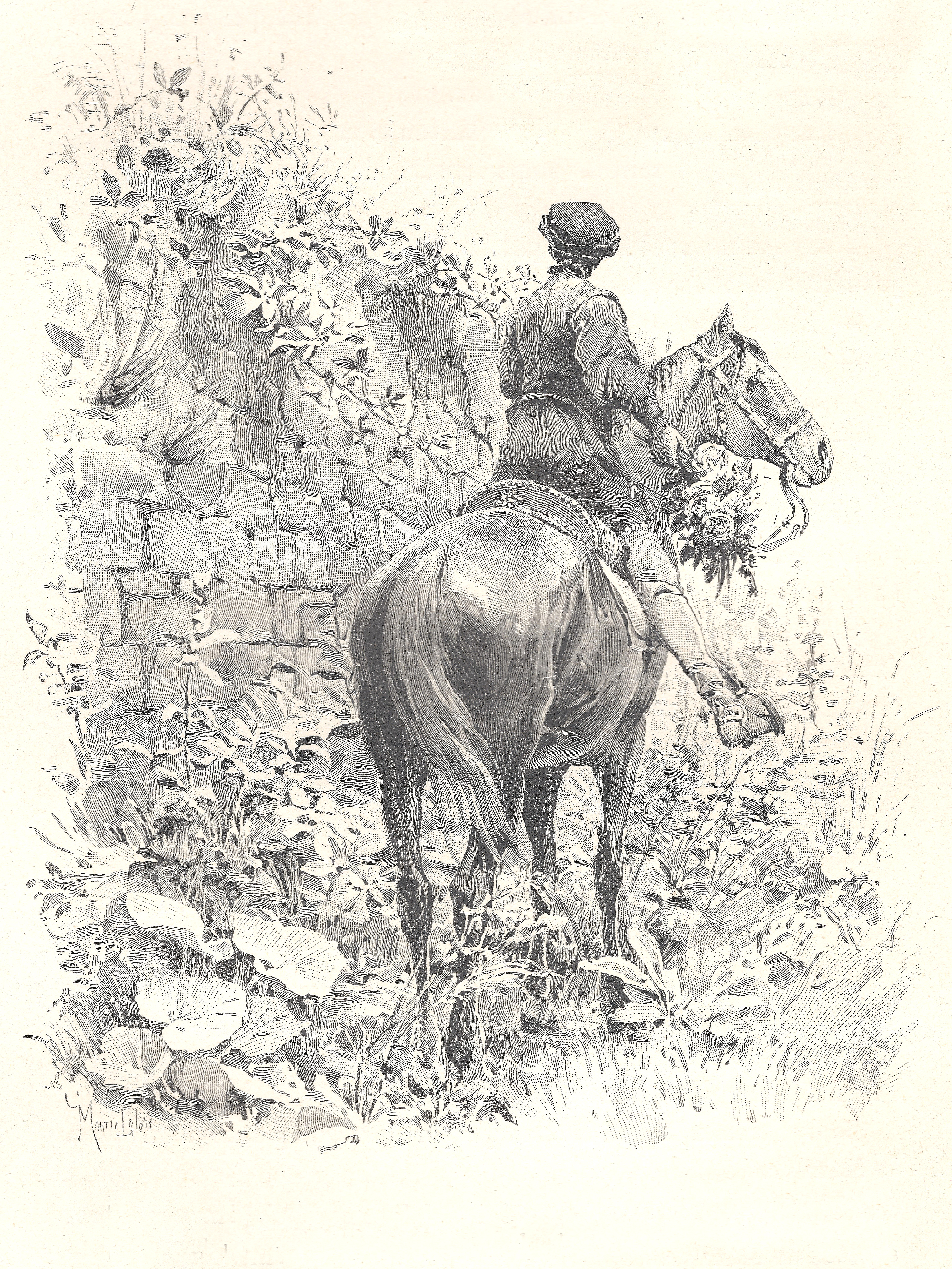
Bussy przerzuca bukiet przez mur zamku w Meridorze

Diana w towarzystwie ojca dociera do rodzinnej posiadłości, gdzie serdecznie witają ją Saint-Lucowie. Kiedy strapiona dziewczyna skarży się swej przyjaciółce na niestałość ukochanego, ten zjawia się w ogrodzie przeskakując mur. Kochankowie spędzają ze sobą następny dzień korzystając z nieobecności domowników. W drodze powrotnej do Angers Bussy spotyka na trakcie Franciszka Andegaweńskiego i d’Aubigny’ego.
W następnych dniach Bussy zajmuje się przygotowaniem Angers do obrony i nie przestaje odwiedzać Diany. W mieście zjawiają się jego towarzysze: Livarot, Antraguet i Ribérac. Pod nieobecność Bussy’ego i księcia przybywa również hrabia de Monsoreau. Bierze z książęcej stajni Rolanda – podarowanego przez Bussy’ego księciu, który przez ostatnie tygodnie wielokrotnie przemierzał trasę do Meridor. Puszczony przez hrabiego wolno, Roland zanosi go pod wyłom w murze, gdzie stoi uwiązany koń ze stajni książęcej. Przez mur hrabia dostrzega cienie dwojga kochanków. Przeskakuje przez mur, kochankowie znikają jednak w głębi ogrodu. Gdy hrabia decyduje się powrócić do swego konia, nie znajduje już pod murem ani jednego zwierzęcia. Po dwóch godzinach powraca do Angers, gdzie dowiaduje się, że jego koń powrócił bez jeźdźca. Książę tymczasem ucztuje wesoło i hrabia nabiera podejrzeń, że to on jest jego rywalem.
Król na wiadomość o ucieczce brata pragnie wywrzeć swą złość na Franciszku i jego stronnikach. Chicot i matka króla przekonują go jednak, że Franciszek, połączywszy siły z Henrykiem nawarskim i Gwizjuszami byłby śmiertelnie groźny dla korony i nakłaniają króla do wysłania poselstwa do brata zanim zda sobie sprawę ze swej siły. Tymczasem hrabia de Monsoreau próbuje się dowiedzieć kto wczoraj dosiadał konia, którego znalazł pod murem, a gdy to nie przynosi efektów udaje się do Meridor. Próbuje wymóc wyznanie na żonie. Z opresji ratuje ją Saint-Luc, który swoimi bałamutnymi odpowiedziami wyprowadza hrabiego z równowagi. W pojedynku, do którego teraz dochodzi Saint-Luc poważnie rani hrabiego. Przekonany, że go zabił w pośpiechu wraz żoną opuszcza Meridor. Do Angers tymczasem przybywa królowa matka, mediować pomiędzy swymi zwaśnionymi synami. Franciszek stanowczo odmawia powrotu do Paryża i pojednania z bratem, do czasu, gdy wspierający go w tej rozmowie znakami Bussy nie dowiaduje się przez posłańca, że Monsoreau nie żyje. Wówczas postanawia powrócić z ukochaną do Paryża i nakłania do tego księcia
Wysłany przez Bussy’ego do Meridoru Remy odkrywa, że Monsoreau żyje, opatruje mu rany, tym samym ratując jego życie. Ranny nie chce jednak pozostać w Meridorze z obawy, by mu książę nie uprowadził żony, w czym wspiera go Diana. W ten sposób kochankowie powracają razem do Paryża wioząc w karecie ciężko rannego hrabiego.

### Spisek
Saint-Luc przybywszy do Paryża oddaje się królowi na służbę. Tymczasem Chicot przekonuje Henryka III, by przyjął łaskawie wysłannika brata, pyta go też o trasę tegorocznej procesji Bożego Ciała. Wkrótce przed królem staje w imieniu Franciszka d’Alençon, Bussy d’Amboise. Po odejściu króla mignoni próbują sprowokować Bussy’ego do pojedynku. Jeszcze tego wieczora, za pośrednictwem Saint-Luca, młody hrabia wyzywa wszystkich czterech, ci jednak domagają się, by stanął do walki wraz z Ribérakiem, d’Antraquetem i Livarotem. Do pojedynku ma dojść za osiem dni. Żona Saint-Luca, Joanna gorąco namawia Bussy’ego, by jak najczęściej odwiedzał wydaną na pastwę hrabiego de Monsoreau, Dianę. Tymczasem hrabia de Monsoreau, nękany ustawicznymi wizytami księcia przeprowadza się ze swego pałacu do kamienicy na ulicy Tournelles. Franciszek odwiedza go również i tam ku strapieniu hrabiego. Podczas jednak gdy książę rozmawia z mężem, Bussy tuli żonę. Słudze księcia, Aurilly’emu, udaje się usłyszeć, że kochankowie wyznaczyli sobie wieczorem schadzkę. Przekazuje tę informację swemu panu, który postanawia zaczaić się i odkryć tożsamość rywala. W ciemnościach nocy natyka się na hrabiego Monsoreau, który wywabiony z domu przez Remy’ego, chce przeszkodzić księciu w zakradnięciu się do jego żony, co pozwala spokojnie spotkać się kochankom. Pomimo starcia z hrabią de Monsoreau, książę spostrzega schodzącego po drabince przez balkon Bussy’ego i poprzysięga mu zemstę.
Następnego dnia hrabia de Monsoreau zjawia się u księcia andegaweńskiego z posłaniem od Gwizjuszy, ci żądają od księcia podpisania dokumentu, potwierdzającego jego współudział w zamachu na króla, który został przygotowany na święto Bożego Ciała. Król ma zwyczaj w tym dniu pielgrzymować do wszystkich klasztorów stolicy, a noc spędzać w celi klasztoru świętej Genowefy. Spiskowcy postanowili zmusić osamotnionego króla do podpisania abdykacji i osadzić na tronie jego brata. Franciszek pomimo wahań zostaje zmuszony do podpisania dokumentu. Kiedy następnie Monsoreau grozi mu, by nie zbliżał się do jego żony, Franciszek ujawnia mu, że jego żona ma kochanka i proponuje urządzenie zasadzki na niego. W tym celu proponuje, aby Monsoreau ogłosił, że wyjeżdża organizować polowanie. W przeddzień Bożego Ciała mignoni ustalają zasady pojedynku ze swymi przeciwnikami, po czym wspólnie ucztują u Bussy’ego d’Amboise. Chicot odwiedza Gorenflota w klasztorze św. Genowefy, a d’Epernon, który ma się pojedynkować z Bussym, Aurilly’ego, który proponuje mu pośrednictwo w wynajęciu zbirów, którzy by zamordowali hrabiego.
W dniu Bożego Ciała hrabia Monsoreau obwieszcza swej żonie, że wyjeżdża organizować polowanie dla króla. Powiadomiony o tym przez Dianę Bussy, wymawia się od udziału w procesji i udaje się do kochanki, wkrótce w ślad za nim udaje się również książę d’Alençon. Tymczasem król przybywa na czele procesji do klasztoru świętej Genowefy i udaje się samotnie do krypty. Po wprowadzeniu do celi król zostaje zmuszony do abdykacji przez przebranych za mnichów spiskowców. Po krótkiej walce, ustępuje i podpisuje akt zrzeczenia się tronu. W tym samym czasie pod klasztor przybywają szwajcarzy pod wodzą Crillona i domagają się otwarcia bramy. Do żądających dołącza się sam król – Henryk III, który prosi ponadto o oddanie jego błazna. Spiskowcy sprawdzają akt abdykacji, podpisany – Chicot I i rzucają się do ucieczki. Odwrót został jednak odcięty przez wojsko królewskie. Spiskowcom udaje się jednak wydostać przez okno w podziemnym korytarzu wychodzące na cmentarz. Chicot dopada księcia de Mayenne, który utknął w otworze okiennym, i na którym może teraz wywrzeć zemstę, tłukąc go bez litości jako spasionego mnicha.

### Pojedynek
Powracający ulicami Paryża Remy natyka się na Saint-Luca, który chwilę wcześniej spotkał hrabiego de Monsoreau na czele grupy zbrojnych. Saint-Luc i Remy ruszają na ratunek Bussy’emu, który znalazł się w pułapce, otoczony w domu przy ulicy Tournelles przez zbirów Monsoreau. Przybyłym na pomoc przyjaciołom poleca ratowanie Diany. Saint-Luc wynosi na wpół omdlałą kobietę. Remy ginie od kuli. Bussy po morderczej walce, pokonuje napastników i zabija hrabiego. Ciężko ranny próbuje umknąć z domu przy ulicy Tournelles, kiedy wpada do niego kolejna grupa zbirów, a za nimi książę d’Alençon i Aurilly. Bussy ginie z ich ręki.

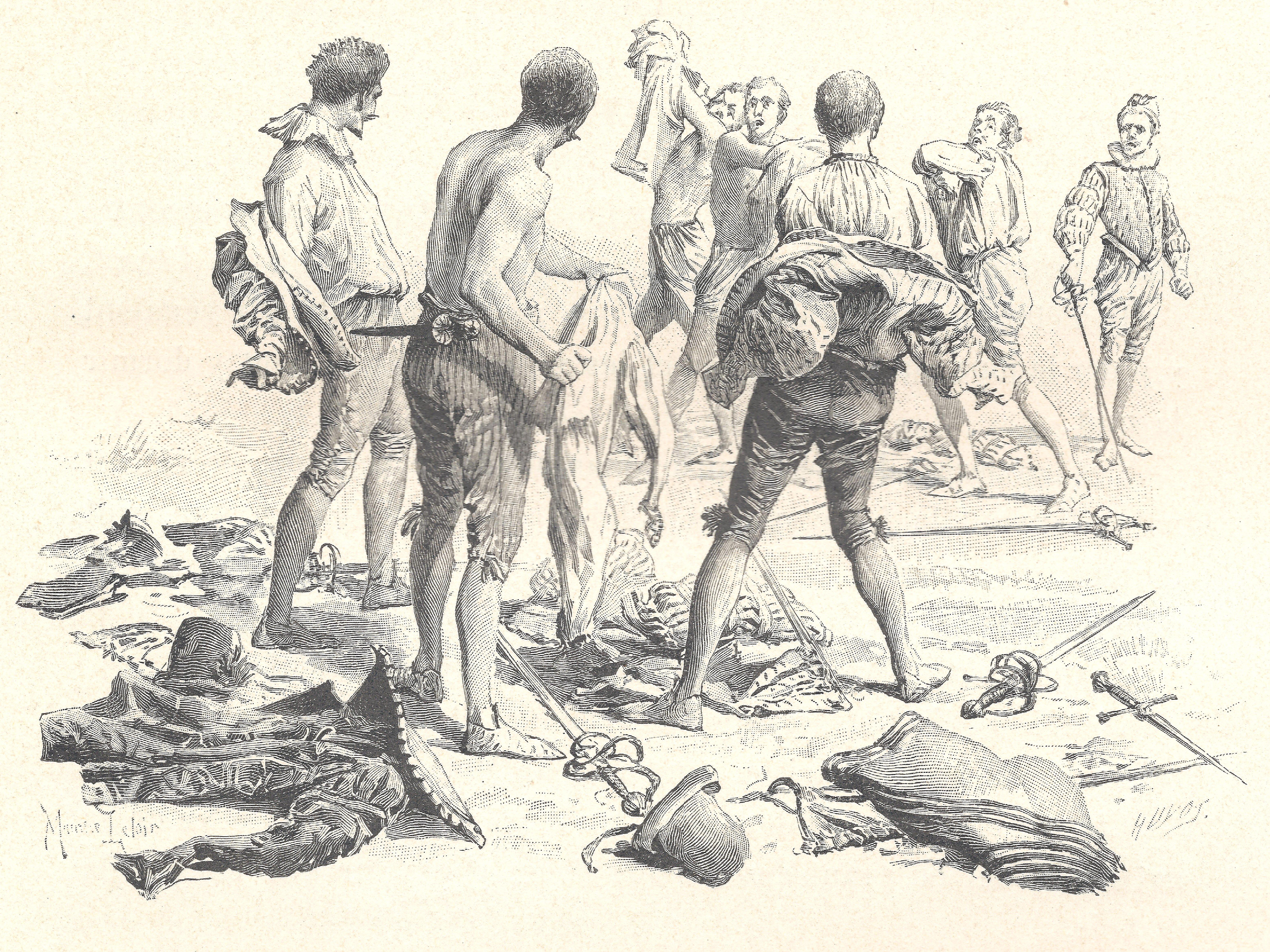
Przygotowania do pojedynku

Tymczasem w podziemiach klasztoru świętej Genowefy król odnajduje Chicota całego i zdrowego, na jego prośbę daruje Gorenflotowi jego udział w spisku. Chicot wyjawia bowiem królowi, że to od Gorenflota dowiedział się o wszystkim. Król i jego błazen powracają do Luwru. Henryk zagląda do sypialni swoich przyjaciół, którzy za kilka godzin mają stanąć do pojedynku o jego honor. Nie ma wśród nich d’Epernona, który wraca chwilę później. Z jego zakrwawionych butów Chicot domyśla się, gdzie młodzieniec był.
Po porannej toalecie mignoni wyruszają na ulicę świętego Antoniego, gdzie ma się odbyć pojedynek. Z pałacu Riberaca wychodzą również ludzie księcia andegaweńskiego, nieco zaniepokojeni nieobecnością Bussy’ego. Mijając dom przy ulicy Tournelles, zatrzymują się zadziwieni zwisającą z okna drabinką sznurową. Wchodzą po niej i znajdują martwych Remy’ego, żołnierzy, hrabiego Monsoreau i Bussy’ego. Nad jego zwłokami poprzysięgają zemstę zabójcom. W pojedynku Schomberg i Livarot zadają sobie śmiertelne rany. Maugiron kładzie Riberaca, kiedy jednak atakuje d’Atranqueta, Riberac ostatnim wysiłkiem podrywa się i zadaje mu śmiertelny cios. Quelus, który od początku walczy bez sztyletu i inkasuje liczne ciosy, na koniec otrzymuje cios rozstrzygający, od którego łamie się szpada d’Atranqueta.
Do króla z niecierpliwością oczekującego na wynik pojedynku, wdziera się Saint-Luc i oskarża brata królewskiego, jako naoczny świadek, o zamordowanie Bussy’ego d’Amboise. Konfrontację przerywa jednak wejście Chicota, który przynosi wieści z placu boju. Ciężko ranny w pojedynku Quelus, umiera miesiąc później. Król wystawia zmarłym przyjaciołom wspaniały grobowiec. Ciężko chora Diana, którą opiekuje się Joanna de Saint-Luc, którejś nocy znika bez śladu. W sierpniu 1578 roku Chicot otrzymuje list od Gorenflota, który objął klasztor na południu Francji.

## Ramy czasowe powieści
Akcja utworu rozpoczyna się na początku lutego 1578 weselem Saint-Luca, a kończy 1 czerwca pojedynkiem mignonów królewskich z andegaweńczykami. W zakończeniu autor wspomina śmierć Quelusa po kilku dniach od pojedynku, zniknięcie czwartego dnia Diany, wystawienie przez króla pomnika swoim ulubieńcom, wreszcie odebranie przez Chicota we wrześniu listu od Gorenflota.
| Wydarzenie                            | Jego historyczna data |
| ------------------------------------- | --------------------- |
| Ślub Saint-Luca                       | początek lutego 1578  |
| Zasadzka mignonów na Bussy’ego        | wiosna 1575           |
| Ślub Diany z hrabią Monsoreau         | 10 stycznia 1576      |
| Ucieczka Franciszka d’Alençon z Luwru | 14 lutego 1578        |
| Pojedynek mignonów                    | 7 kwietnia 1578       |
| Śmierć Bussy’ego                      | 19 sierpnia 1579      |

## Stosunek powieści do historii
- Ślub Saint-Luca z Joanną Cossé-Brissac miał rzeczywiście miejsce na początku 1578 roku, Saint-Luc nie był jednak jeszcze wtedy szczególnym ulubieńcem króla. Stał się nim dopiero po śmierci Quelusa w drugiej połowie 1578 roku.
- Zasadzka urządzona przez minionów królewskich na Bussy’ego miała miejsce blisko dwa lata wcześniej i została zorganizowana przez poprzednika Quelusa, du Gasta w porozumieniu z królem. Miała ona na celu osłabienie pozycji księcia andegaweńskiego. W rzeczywistości du Gast na czele około dwustu żołnierzy otoczył szesnastoosobową grupę Bussy’ego. Żołnierze wypalili do nich z arkebuzów. Bussy wyszedł z tej przygody bez szwanku, zginął tylko jeden z jego ludzi, który tak jak on nosił rękę na temblaku.
- Diana de Meridor, w rzeczywistości Francoise de Maridor, na początku lutego 1578 roku była już od ponad dwóch lat żoną hrabiego de Montsoreau. Był to zresztą już jej drugi mąż.
- Opowieść Diany o ukochanej łani zabitej przez wielkiego łowczego ma swoje miejsce w historii romansu hrabiny Montsoreau i Bussy’ego d’Amboise. W fatalnym liście do księcia andegaweńskiego, który stał się przyczyną jego śmierci, Bussy przechwalał się swemu opiekunowi niedawnym podbojem, żartując, że wreszcie całkiem zwabił łanię łowczego w sidła. Saint-Luc rzeczywiście, w okresie swego wyniesienia, próbował odwieść króla od awantur miłosnych za pomocą skórzanego miecha, poprzez który gromił króla, strasząc go sądem Bożym. Kulisy całego przedsięwzięcia ujawnił królowi jednak nie Chicot, ale Anne d’Arques niebacznie dopuszczony do tajemnicy. Saint-Luc został wygnany z dworu, a po nieudanej próbie zdobycia wbrew woli króla hugenockiej La Rochelle, musiał ratować się ucieczką z Francji. Król kazał aresztować jego żonę i skonfiskował majątek.
- Franciszek, książę andegaweński, zostaje aresztowany przez swego brata następnego dnia po weselu Saint-Luca. Sznur do ucieczki przez okno dostarcza bratu królowa Margot. 14 lutego 1578 roku Franciszek wymyka się z Luwru i udaje się do przygotowanego dla niego wyłomu w murze miejskim, gdzie czeka na niego Bussy z końmi. Razem udają się do Angers.

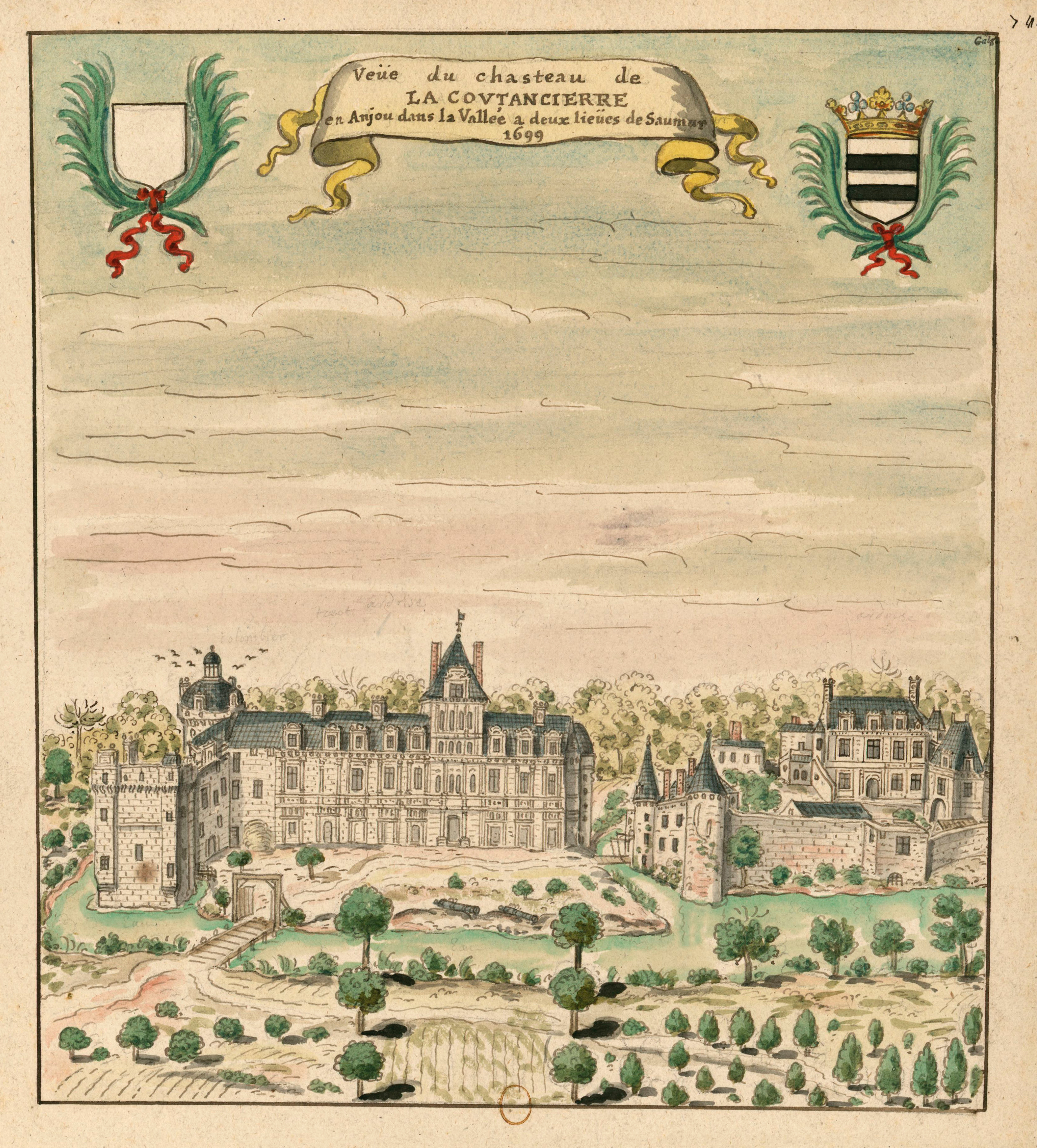
Zamek La Coutancière, miejsce śmierci Bussy’ego d’Amboise

- Zamek La Coutancière, miejsce śmierci Bussy’ego d’AmboisePo wyjeździe Franciszka i Bussy’ego mignoni królewscy znaleźli sobie nowych przeciwników wśród mignonów Gwizjuszów. 7 kwietnia 1578 roku doszło do pojedynku pomiędzy Quelusem, Maugironem i Schombergiem a najlepszymi szermierzami Gwizjuszówː Charlesem de Balzac d’Etranquesem, wicehrabią de Riberac i Livarotem. Na miejscu zginęli Maugiron i Schomberg. Riberac zmarł następnego dnia. Livarot z trudem powrócił do życia. Quelus umierał w męczarniach przez 33 dni. Król rozpaczał po stracie swych ulubieńców i rzeczywiście wystawił im pomnik.
- Do romansu pomiędzy Bussy’m d’Amboise a Françoise de Maridor doszło latem następnego roku. Bussy przebywał wówczas w Angers, a Françoise w posiadłościach swego męża na przemian w zamkach Montsoreau i La Coutancière. O swoim podboju Bussy pochwalił się w liście księciu. Kiedy doszło pomiędzy nimi do zwady i porywczy Bussy obraził dość dotkliwie księcia, ten pokazał list królowi, a król hrabiemu de Monsoreau. Hrabia zmusił żonę do napisania liściku wzywającego Bussy’ego na schadzkę w zamku La Coutancière. W nocy 19 sierpnia 1579 czekał tam na niego hrabia Montsoreau na czele miejscowej szlachty. Bussy zginął po zaciętej walce. Hrabia Montsoreau przeżył z żoną jeszcze blisko czterdzieści lat i dożył podeszłego wieku. W 1619, w wieku 70 lat, podejmował w Angers królową Marię Medycejską na czele delegacji szlachty andegaweńskiej

## Polskie wydania powieści
Pani de Monsoreau została wydana w języku polskim po raz pierwszy w latach 1846–1847 przez B. Lessmana w Warszawie. Kolejne wydanie w sześciu tomach miało miejsce w 1926 roku i ukazało się nakładem domu wydawniczego E. Wende. Trzecie wydanie, w trzech tomach, ukazało się w 2015 roku w Warszawie w Hachette Polska.

## Pani de Monsoreauna scenie
W 1860 roku A. Dumas przerobił swój utwór na scenę. Dramat w 5 aktach i 11 obrazach, dzieło panów Alexandre’a Dumasa i Auguste’a Maqueta miało premierę 19 listopada 1860 w théâtre de l’Ambigu. W 1888 roku Gaston Salvayre napisał muzykę do libretta Auguste’a Maqueta. Operę wystawił Pierre Gailhard w Opéra de Paris.

## Ekranizacje powieści
- 1913: La Dame de Monsoreau – krótkometrażowy film niemy w reż. Émila Chautarda,
- 1913: La Dame de Monsoreau – film niemy w reż. Maurice’a Tourneura,
- 1923: La Dame de Monsoreau – film niemy w reż. René Le Somptiera,
- 1971: La Dame de Monsoreau – serial telewizyjny w reż. Yannicka Andréi,
- 1997: Графиня де Монсоро – film telewizyjny w reż. Władimira Popkowa,
- 2008: La Dame de Monsoreau – film w reż. Michela Hassana.